# Orlistat
L'Orlistat (conosciuto anche come tetraidrolipostatina) è un farmaco specifico per il trattamento dell'obesità.
Il farmaco agisce ostacolando l'assorbimento dei grassi provenienti dall'alimentazione, riducendo così l'apporto calorico, nel contesto di una dieta ipocalorica sotto stretto controllo medico.
L'orlistat è un derivato della lipostatina, un potente inibitore naturale delle lipasi pancreatiche isolato dal batterio Streptomyces toxytricini.
Per via della sua relativa semplicità e stabilità l'orlistat è stato scelto al posto della lipostatina per sviluppare un farmaco anti-obesità.
L'efficacia dell'orlistat, in termini di perdita di peso corporeo è accertata, seppure modesta. I dati provenienti dagli studi clinici evidenziano che i soggetti in terapia con orlistat associato a modifiche dello stile di vita, come dieta e attività fisica, perdono circa 2–3 kg all'anno in più rispetto al gruppo di controllo a cui non è somministrato il farmaco.
L'orlistat, inoltre, determinerebbe una lieve riduzione della pressione arteriosa e potrebbe prevenire l'insorgenza del diabete mellito tipo 2; non è noto se questi fenomeni siano la conseguenza della perdita di peso o di altri effetti del farmaco. In uno studio randomizzato l'orlistat avrebbe ridotto l'incidenza di diabete di quasi il 40% in soggetti obesi.
Tra gli effetti avversi dell'orlistat sono particolarmente noti quelli sull'apparato digerente, in particolare la steatorrea (emissione di feci contenenti notevoli quantità di grassi). Questo disturbo, che è il più frequentemente riportato, tende a ridursi con il tempo.

## Indicazioni
L'orlistat è indicato per il trattamento dell'obesità.
La perdita di peso corporeo ottenibile con l'uso del farmaco è variabile. In uno studio clinico della durata di un anno, una percentuale compresa fra il 35.5% e il 54.8% dei pazienti ha ottenuto una perdita di peso maggiore o uguale al 5% della massa corporea; non è noto, però, se la perdita abbia riguardato la massa grassa. Un altro gruppo di pazienti, fra il 16.4% e il 24.8% del totale, ha ottenuto una perdita di almeno il 10% della massa corporea. Dopo la sospensione dell'orlistat, un numero statisticamente significativo di pazienti ha riguadagnato circa il 35% del peso perso.
L'incidenza di diabete mellito tipo 2 in un gruppo di persone obese in un periodo di 4 anni è stata inferiore con l'orlistat (6.2%) rispetto al placebo (9.0%).
L'uso di orlistat a lungo termine determina una modesta riduzione della pressione arteriosa (in media 2.5 mmHg di pressione sistolica e 1.9 di diastolica.

## Controindicazioni
L'orlistat è controindicato in caso di:
- Sindrome da malassorbimento
- Ipersensibilità al principio attivo
- Patologie della colecisti o delle vie biliari, nonché una pregressa colecistectomia
- Gravidanza e allattamento

Va usato con cautela in caso di ostruzione delle vie biliari, alterazioni della funzionalità epatica e malattie del pancreas.

## Effetti avversi
I principali effetti avversi del farmaco sono gastrointestinali e comprendono: steatorrea (feci liquide e oleose, formatesi in seguito al malassorbimento dei grassi che raggiungono l'intestino crasso), incontinenza fecale e frequenti coliche addominali.
Per ridurre questi disturbi è necessario evitare i cibi ad alto contenuto di grassi; i produttori del farmaco consigliano ai consumatori di seguire una dieta povera di grassi e a ridotto apporto calorico.
Il 26 maggio 2010 la Food and Drug Administration statunitense ha approvato una nuova scheda tecnica per il farmaco con informazioni di sicurezza aggiuntive su casi di grave danno epatico riportati, sia pur raramente, con l'uso di questo principio attivo.
Uno studio su 900 utilizzatori di orlistat in Ontario ha mostrato in questa popolazione un'incidenza di insufficienza renale acuta più che tripla rispetto a coloro che non assumevano il farmaco. Il meccanismo ipotizzato per questo fenomeno è l'eccessivo assorbimento di ossalato dall'intestino e la sua successiva deposizione nei reni, poiché l'eccessivo assorbimento di ossalati è una conseguenza nota del malassorbimento dei grassi.

### Effetti a lungo termine
Sebbene sia stata descritta dai primi studi clinici un'incidenza maggiore di tumore della mammella tra persone che hanno assunto orlistat, dati la cui analisi ha fatto rinviare l'approvazione del farmaco da parte della FDA, uno studio della durata di due anni pubblicato nel 1999 ha riscontrato un'incidenza di neoplasia simile fra orlistat e placebo (rispettivamente 0.54% e 0.51%), evidenziando inoltre che il tumore era già presente prima del trattamento in 3 sui 4 soggetti che hanno manifestato la malattia. Dai risultati di alcuni studi in vitro, al contrario, è stata avanzata l'ipotesi che alcune preparazioni contenenti orlistat, somministrate in associazione con l'anticorpo monoclonale trastuzumab, possano indurre morte cellulare programmata nelle cellule di carcinoma della mammella e bloccarne la replicazione.
Uno studio su modelli animali del 2006 ha riscontrato un'associazione tra orlistat e foci criptici aberranti, lesioni del colon che sono ritenute uno dei primi precursori del carcinoma del colon.

### Effetti sul fegato
Il 4 giugno 2009 la Food and Drug Administration statunitense ha pubblicato un elenco di farmaci sottoposti a studio per problemi di sicurezza. L'orlistat era compreso nella lista per "potenziali segni di rischio grave" di epatotossicità, in seguito alle segnalazioni di tossicità epatica pervenute alla FDA nel periodo tra ottobre e dicembre 2008. Già in precedenza erano stati riportati casi isolati di patologie del fegato potenzialmente associate all'orlistat. Il 24 agosto la FDA aveva dichiarato che avrebbe indagato su 30 casi di problemi epatici segnalati fra il 1999 e il mese di ottobre 2008 nei pazienti in terapia con orlistat, compresi sei casi di insufficienza epatica.

### Interazioni
L'assorbimento delle vitamine liposolubili e di altri nutrienti lipofili è ostacolato dall'orlistat.
L'orlistat può ridurre i livelli plasmatici di ciclosporina, un farmaco immunosoppressore utilizzato di frequente per prevenire il rigetto dei trapianti; i due farmaci non devono pertanto essere somministrati contemporaneamente. Analogamente, l'orlistat può ridurre l'assorbimento dell'amiodarone, un farmaco antiaritmico.

## Avvertenze
Effetti collaterali epatici: l'orlistat può provocare gravi effetti avversi epatici come colelitiasi (calcolosi biliare), epatite colestatica ed insufficienza epatica subacuta.
Se durante la terapia con orlistat compaiono anoressia, prurito, ittero (colorazione giallastra di cute e mucose per l'accumulo di pigmenti biliari nel sangue), urine scure, feci di colore chiaro o dolore al quadrante addominale superiore destro, potenziali sintomi indicatori di danno al fegato, interrompere tempestivamente l'assunzione del farmaco e controllare la funzionalità epatica.
Anticoagulanti orali: l'orlistat può aumentare gli effetti degli anticoagulanti orali diminuendo l'assorbimento della vitamina K, coinvolta nella sintesi dei fattori della coagulazione, pertanto nei pazienti in terapia con orlistat ed anticoagulanti orali si raccomanda un frequente monitoraggio dell'INR per evitare emorragie. Il produttore di orlistat (scheda prodotto Alli) controindica l'associazione fra orlistat e anticoagulanti orali
Antiepilettici: l'orlistat, riducendo l'assorbimento dei farmaci antiepilettici lipofili, può determinare l'insorgenza di convulsioni nei pazienti in terapia con tali farmaci, che devono quindi essere tenuti sotto osservazione durante la terapia ipolipemizzante
Amiodarone: l'assorbimento dell'amiodarone può essere ridotto dall'orlistat pertanto nei pazienti in terapia concomitante con tali farmaci è necessario un più stretto monitoraggio clinico ed elettrocardiografico
Età pediatrica: la FDA ha approvato l'uso di orlistat negli adolescenti di età compresa tra 12 e 16 anni sulla base dei risultati di alcuni studi che hanno valutato l'efficacia e la sicurezza del farmaco in tale categoria di pazienti.